# Vijaya-Bhattarika
Vijaya-Bhattarika, död tidigast år 655, var en drottning och regent i Chalukyadynastins rike i Indien. Hon var gift med kung Chandraditya och regent efter hans död från 650 till 655, möjligen som regent för en omyndig son, tills hon efterträddes av sin svåger Vikramaditya I.